# Église Saint-Cyr-et-Sainte-Julitte de Savoyeux
Pour les articles homonymes, voir église Saint-Cyr-et-Sainte-Julitte.
L'église Saint-Cyr-et-Sainte-Julitte est une église catholique située à Savoyeux, en France.

## Localisation
L'église est située sur la commune de Savoyeux, dans le département français de la Haute-Saône.

## Historique
L'édifice est inscrit au titre des monuments historiques en 1995.